# Thomas Blank
Thomas Guido Maria Blank (* 1980 in Ravensburg) ist ein deutscher Althistoriker.

## Leben
Von 2001 bis 2007 studierte er Latein, Geschichte und Griechisch an der Universität Tübingen und legte 2007 das Erste Staatsexamen ab. Die Promotion erfolgte 2012 im Fach Alte Geschichte mit einer von Frank Kolb betreuten Arbeit zum Spartabild des Isokrates. Im Sommer 2010 war er Wissenschaftlicher Mitarbeiter am Historischen Seminar der Universität Tübingen, von Oktober 2010 bis September 2013 Wissenschaftlicher Mitarbeiter (Assistenz von Marietta Horster) im Historischen Seminar an der Universität Mainz tätig. Von 2013 bis 2016 bekleidete er eine Stelle als Juniorprofessor für Alte Geschichte (Schwerpunkt Griechische Geschichte) an der Universität des Saarlandes, von 2016 bis 2020 war er Juniorprofessor (mit tenure-track) für Kulturgeschichte der Antike am Historischen Seminar an der Universität Mainz. Im Wintersemester 2019/2020 vertrat er eine Professur für Alte Geschichte (Lehrstuhl Johannes Hahn) an der Universität Münster. Seit 2020 ist er W2-Professor für Kulturgeschichte der Antike in Mainz.
Blank war von 2002 bis 2010 Studien- und Promotionsstipendiat der Friedrich-Ebert-Stiftung, seit 2015 ist er dort Vertrauensdozent. Er ist bis 2024 Mitglied im Council der 'International Society for the History of Rhetoric' sowie Mitglied des Verbands der Historiker und Historikerinnen Deutschlands und der Mommsen-Gesellschaft.
Seine Forschungsschwerpunkte liegen auf der Geschichte der antiken Rhetorik (vor allem im Werk des Isokrates), der Formierung intellektueller Eliten im klassischen Griechenland sowie der Erforschung religiöser Konflikte und der Sozialformen antiker Religion. Weitere Arbeiten befassen sich mit Fremdheit in urbanen Räumen der antiken Welt, der Geschichte der antiken Geschichtsschreibung und der Rezeption der Antike in populären Medien.

## Schriften (Auswahl)
Monographien
- Logos und Praxis. Sparta als politisches Exemplum in den Schriften des Isokrates. Berlin 2014, ISBN 3-11-034200-6.
- Religiöse Geheimniskommunikation in der Mittleren und Späten Römischen Republik. Separatheit, gesellschaftliche Öffentlichkeit und zivisches Ordnungshandeln. Stuttgart 2024, ISBN                     978-3-515-13386-9.

Herausgeberschaften
- mit Felix K. Maier: Die symphonischen Schwestern. Narrative Konstruktion von „Wahrheiten“ in der nachklassischen Geschichtsschreibung. Stuttgart 2018, ISBN 3-515-11838-1.
- mit Christoph Catrein und Christine van Hoof: Caesarenwahn. Ein Topos zwischen Antiwilhelminismus, antikem Kaiserbild und moderner Populärkultur (Beiträge zur Geschichtskultur, Band 41). Böhlau, Köln 2021, ISBN 978-3-412-52090-8.